# The Courier (film 2019)
The Courier è un film statunitense-britannico del 2019 diretto da Zachary Adler.

## Trama
Una corriera suona il campanello nella casa di un testimone chiave nel processo contro Ekeziel Mannings, Mick Murch, ma si rivela di essere qualcosa che potrebbe mettere in pericolo lo stesso testimone.